# Thesur
Thesur é uma panchayat (vila) no distrito de Kanniyakumari, no estado indiano de Tamil Nadu.

## Demografia
Segundo o censo de 2001,  Thesur  tinha uma população de 6918 habitantes. Os indivíduos do sexo masculino constituem 50% da população e os do sexo feminino 50%. Thesur tem uma taxa de literacia de 86%, superior à média nacional de 59.5%: a literacia no sexo masculino é de 89% e no sexo feminino é de 83%. Em Thesur, 8% da população está abaixo dos 6 anos de idade.